# Tuanpowa Shuiku
Tuanpowa Shuiku är en reservoar i Kina. Den ligger i storstadsområdet Tianjin, i den norra delen av landet, omkring 25 kilometer söder om stadens centrum. Tuanpowa Shuiku ligger 2 meter över havet. Trakten runt Tuanpowa Shuiku består till största delen av jordbruksmark.
Genomsnittlig årsnederbörd är 683 millimeter. Den regnigaste månaden är juli, med i genomsnitt 253 mm nederbörd, och den torraste är januari, med 4 mm nederbörd.